# Kilôgam trên mét khối
Kilôgam trên mét khối (ký hiệu: kg·m−3 , hoặc kg/m3) là đơn vị mật độ trong Hệ đo lường quốc tế (SI), được định nghĩa bằng khối lượng tính bằng kilôgam chia cho thể tích tính bằng mét khối.

## Chuyển đổi
- 1 kg/m3 = 1 g/L (chính xác)[2]
- 1 kg/m3 = 0.001 g/cm3 (chính xác)[3]
- 1 kg/m3 ≈ 0.06243 lb/ft3 (xấp xỉ)
- 1 kg/m3 ≈ 0.1335 oz/US gal (xấp xỉ)
- 1 kg/m3 ≈ 0.1604 oz/imp gal (xấp xỉ)
- 1 g/cm3 = 1000 kg/m3 (chính xác)
- 1 lb/ft3 ≈ 16.02 kg/m3 (xấp xỉ)
- 1 oz/(US gal) ≈ 7.489 kg/m3 (xấp xỉ)
- 1 oz/(imp gal) ≈ 6.236 kg/m3 (xấp xỉ)

## Khác
Mật độ của nước là khoảng 1000 kg/m3 hoặc 1g/cm3, vì kích thước của gam ban đầu được dựa trên khối lượng của một centimet khối nước.
Trong hóa học, g/cm3 được sử dụng phổ biến hơn.

## Liên kết
- Định nghĩa BIPM chính thức của kilôgam
- Định nghĩa BIPM chính thức của mét